# Suplantació de MAC
La falsificació MAC és una tècnica per canviar una adreça de control d'accés a mitjans (MAC) assignada de fàbrica d'una interfície de xarxa en un dispositiu en xarxa. L'adreça MAC que està codificada en un controlador d'interfície de xarxa (NIC) no es pot canviar. Tanmateix, molts controladors permeten canviar l'adreça MAC. A més, hi ha eines que poden fer que un sistema operatiu cregui que la NIC té l'adreça MAC que escolliu l'usuari. El procés d'emmascarament d'una adreça MAC es coneix com a falsificació MAC. Bàsicament, la falsificació de MAC implica canviar la identitat d'un ordinador, per qualsevol motiu.

## Motivació
El canvi de l'adreça MAC assignada pot permetre a l'usuari evitar les llistes de control d'accés als servidors o encaminadors, ja sigui amagant un ordinador en una xarxa o permetent-li suplantar la identitat d'un altre dispositiu de xarxa. També pot permetre a l'usuari evitar la llista negra d'adreces MAC per recuperar l'accés a una xarxa Wi-Fi. Tanmateix, la falsificació MAC no funciona quan s'intenta saltar els controls parentals si el filtratge MAC automàtic està activat. La falsificació de MAC es fa amb finalitats legítimes i il·lícites.

### Maquinari nou per als proveïdors de serveis d'Internet (ISP) existents
Molts ISP registren l'adreça MAC del client per al servei i els serveis de facturació. Com que les adreces MAC són úniques i codificades en dur a les targetes del controlador d'interfície de xarxa (NIC), quan el client vol connectar un dispositiu nou o canviar-ne un d'existent, l'ISP detectarà diferents adreces MAC i pot ser que no concedeixi accés a Internet a aquells nous dispositius. Això es pot evitar fàcilment mitjançant la falsificació MAC, ja que el client només necessita falsificar l'adreça MAC del nou dispositiu, de manera que sembla ser l'adreça MAC registrada per l'ISP. En aquest cas, el client falsifica la seva adreça MAC per obtenir accés a Internet des de diversos dispositius. Tot i que aquest és generalment un cas legítim, la falsificació MAC de dispositius nous es pot considerar il·legal si l'acord d'usuari de l'ISP impedeix que l'usuari connecti més d'un dispositiu al seu servei. A més, el client no és l'única persona que pot falsificar la seva adreça MAC per accedir a l'ISP. Els crackers informàtics poden obtenir accés no autoritzat a l'ISP mitjançant la mateixa tècnica. Això els permet accedir a serveis no autoritzats, alhora que és difícil d'identificar i fer un seguiment a mesura que utilitzen la identitat del client. Aquesta acció es considera un ús il·legítim i il·legal de la falsificació de MAC.

### Compliment dels requisits del programari
Alguns programari només es poden instal·lar i executar en sistemes amb adreces MAC predefinides, tal com s'indica a l'acord de llicència d'usuari final del programari, i els usuaris han de complir aquest requisit per poder accedir al programari. Si l'usuari ha d'instal·lar un maquinari diferent a causa d'un mal funcionament del dispositiu original o si hi ha un problema amb la targeta NIC de l'usuari, el programari no reconeixerà el nou maquinari. Tanmateix, aquest problema es pot resoldre mitjançant la falsificació de MAC. L'usuari ha de falsificar la nova adreça MAC perquè sembli l'adreça que estava en ús quan es va registrar el programari. Poden sorgir problemes legals si el programari s'executa en diversos dispositius alhora mitjançant la falsificació de MAC. Al mateix temps, l'usuari pot accedir al programari per al qual no té una llicència assegurada. Contactar amb el proveïdor de programari pot ser la ruta més segura a seguir si hi ha un problema de maquinari que impedeix l'accés al programari.

### Enmascarament de la identitat
Si un usuari decideix falsificar la seva adreça MAC per protegir la seva privadesa, això s'anomena emmascarament d'identitat. Com a exemple de motivació, a les connexions de xarxa Wi-Fi una adreça MAC no està xifrada. Fins i tot el mètode segur de xifratge IEEE 802.11i-2004 (WPA) no impedeix que les xarxes Wi-Fi enviïn adreces MAC. Per tant, per evitar ser rastrejat, l'usuari pot optar per falsificar l'adreça MAC del dispositiu. Tanmateix, els crackers informàtics utilitzen la mateixa tècnica per evitar mètodes de control d'accés com ara el filtratge MAC, sense revelar la seva identitat. El filtratge MAC impedeix l'accés a una xarxa si l'adreça MAC del dispositiu que intenta connectar-se no coincideix amb cap adreça marcada com a permesa, que utilitzen algunes xarxes. Els crackers informàtics poden utilitzar la falsificació de MAC per accedir a xarxes que utilitzen el filtratge MAC si coneixen alguna de les adreces MAC permeses, possiblement amb la intenció de causar danys, tot i que sembla ser un dels usuaris legítims de la xarxa. Com a resultat, l'autèntic delinqüent pot passar desapercebut per les forces de l'ordre.

### Aleatorització d'adreces MAC en WiFi
Per evitar que tercers utilitzin adreces MAC per fer el seguiment de dispositius, Android, Linux, iOS i Windows han implementat l'aleatorització d'adreces MAC. El juny de 2014, Apple va anunciar que les futures versions d'iOS aleatoriarien les adreces MAC per a totes les connexions WiFi. El nucli de Linux admet l'aleatorització d'adreces MAC durant les exploracions de xarxa des del març de 2015, però els controladors s'han d'actualitzar per utilitzar aquesta funció. Windows l'ha donat suport des del llançament de Windows 10 el juliol de 2015.